# Walliser Trockenfleisch
| Walliser Trockenfleisch GGA / IGP           | Walliser Trockenfleisch GGA / IGP                                |
| ------------------------------------------- | ---------------------------------------------------------------- |
| Walliser Trockenfleisch                     |                                                                  |
| Herkunft                                    | Schweiz bzw. Kanton Wallis                                       |
| magere Rindsstotzen                         | Eckstück, Unterspälte, runder Mocken, runde Nuss und flache Nuss |
| pH-Wert des Frischprodukts                  | nicht über 5.9                                                   |
| milde Salzung                               | mit Speisesalz eingerieben                                       |
| Lufttrockenreifung                          | 5 bis 16 Wochen (je nach Grösse)                                 |
| Gewichtsverlust gegenüber dem Frischprodukt | zwischen 40 und 50 Prozent                                       |
| Eiweissgehalt                               | 40 g/5 g Fett je 100 g                                           |
| Zertifizierung                              | GGA / IGP seit 14. Oktober 2002                                  |

Walliser Trockenfleisch (kurz Trockenfleisch, walliserdeutsch Trochufleisch, französisch Viande séchée [du Valais], italienisch Carne secca [del Vallese]) ist eine Schweizer Spezialität  ausschliesslich aus mageren, gesalzenen und durch Lufttrockenreifung haltbar gemachten Rindsstotzen, die auf keinen Fall geräuchert oder gepökelt sind und die roh konsumiert werden. Hierbei handelt es sich um eine Marke mit geschützter geographischer Angabe (GGA, französisch indication géographique protégée, IGP) des Kantons Wallis.

## Herstellung
Im Gegensatz zum Bündnerfleisch besteht das Walliser Trockenfleisch ausschliesslich aus den Oberschenkelstücken von Kühen aus der Schweiz, wird immer im Wallis verarbeitet, wobei es mild gesalzen wird, und wird grundsätzlich nicht, wenn überhaupt nur einmal gepresst. Je nach Region kann im Walliser Alpenraum ab 800 bis 1000 Meter über Meer an der Luft getrocknet werden. Während der langen Trocknungszeit von 5 bis 16 Wochen verlieren die Rinderstücke 40 bis 50 % des Frischgewichts, wobei sich die typischen Aromen des Walliser Trockenfleischs durch den Wasserentzug entwickeln.

## Kennzeichnung und Zertifizierung
Jeder Hersteller von Walliser Trockenfleisch muss nachweisen, dass einerseits Geburt, Mästung, Schlachtung und Zerlegung der Rinder ausschliesslich in der Schweiz erfolgten und dass andererseits das diesbezügliche Fleisch aus Eckstück, Unterspälte, runder Nuss, flacher Nuss oder rundem Mocken (Fisch) ausschliesslich im Kanton Wallis gesalzen und getrocknet wurde. Die diesbezügliche Etikettierung muss den Vermerk „Geschützte geografische Angabe“ bzw. GGA/IGP sowie das entsprechende Logo aufweisen.

## Geschichte
Um die kalte Jahreszeit zu überleben, war die Walliser Bevölkerung – wie anderenorts auch – darauf angewiesen, haltbare Vorräte anzulegen. So entstanden dank dem trockenen Klima und der Winde des Schweizer Rhonetals als auch dem Einfallsreichtum der Walliser die Methoden des alpinen Einsalzens und der alpinen Lufttrockenreifung. Die ältesten noch erhaltenen Dokumente, die die Trocknungstechnik der Fleischprodukte im Wallis beschreiben, gehen auf das 14. Jahrhundert zurück: Mit Salz wird das rohe Rindfleisch eingerieben und in Holzstadeln während mindestens sechs Wochen luftgetrocknet. Auch in der deutschen Ausgabe der Beschreibung des Landes Wallis in der Kosmographie Sebastian Münsters von 1544–1550 wird das Trockenfleisch erwähnt.

## Eigenschaften und Degustation
Walliser Trockenfleisch weist eine feste Konsistenz und eine purpurrote, einheitliche Farbe auf. Mit der Walliser Lufttrockenreifung behält das Fleisch seinen ureigenen Geschmack und erhält ein delikates Bouquet. Geschmack und Aroma sind harmonisch auf die Salzung abgestimmt, wobei Kräuter aus den verschiedenen Walliser Regionen dem Speisesalz gemäss unterschiedlichen traditionellen Rezepten hinzugefügt worden sind, die zur individuellen Eigenart jedes einzelnen Walliser Trockenfleisches beitragen.